# Edwin O. Reischauer Institute of Japanese Studies
Pour les articles homonymes, voir Reischauer.
L'Edwin O. Reischauer Institute of Japanese Studies (RIJS) de l'université Harvard est un centre de recherche consacré au Japon. Il fournit un forum pour stimuler l'intérêt des chercheurs et du public.
La fonction de l'Institut est de développer et de coordonner les activités concernant le Japon parmi les diverses facultés de Harvard. Le RIJS répond à l'intérêt des chercheurs et du public au Japon à partir de l'extérieur de Harvard, et soutient les activités de sensibilisation telles que des conférences, des conférences, des colloques, des expositions et des films.

## Histoire
Le RIJS est fondé en tant qu'institut du Japon en 1973 par Edwin O. Reischauer. L'institut de Japon est renommé en 1985 à l'occasion du 75e anniversaire de Reischauer.

## Directeurs
L'institut a connu dix directeurs .
- Edwin O. Reischauer, 1974-1981
- Donald Shively, 1981-1983
- Albert M. Craig, 1983-1985
- Howard Hibbett, 1985-1988
- Harold Bolitho, 1988-1991
- Akira Iriye, 1991-1995
- Helen Hardacre, 1995-1998
- Andrew Gordon, 1998-2004; 2011-2012
- Susan Pharr, 2002-2003; 2004-2011
- Theodore C. Bestor, 2012- aujourd'hui

## Sélection d'ouvrage
La liste de documents occasionnels publiés par le RIJS sur les études japonaises comprend 51 œuvres dans 83 publications dans 1 langue et 410 dépôts de bibliothèques.
- Multiple Logics of the Welfare State: Skills, Protection, and Female Labor in Japan and Selected OECD countries (1999) by Margarita Estévez-Abe
- Cost Reduction in Transmission and Distribution: a Key Issue for Liberalization of the Power Market (1999) by Shinya Nishigata
- Compliance from Within : MITI's Transition and Japan's Changing GATT Behavior (1999) by Amy Searight
- The Social Responsibility of Corporations (1999) by Masatoshi Taguchi
- Japan's Future Employment System : Recommendations Based on a Study of the Japanese and U.S. Labor Markets (2000) by Koki Hayakawa
- Exploration of Management Methods for Sustainable Development in Regional Governments (2000) by Nobuo Ino
- Style Differences at International Negotiations: a Comparison between Japan and the United States: Case Study of the International Negotiations on Global Climate Change (2000) by Takashi Kageyama
- Toward a More Desirable System of Foreign Exchange Management in Asia: Possible Roles for Japan and the United States (2000) by Yasuhiro Maki
- Reflections on Modern Japanese History in the Context of the Concept of "Genocide" (2001) by Gavan McCormack
- Policy Legacies: Japan's Responses to Domestic and International Environmental Problems (2000) by Isao Miyaoka
- Foreign Direct Investment Strategies of Japanese High-technology Firms in East Asia (2000) by Patricia A Nelson
- The Evolution of Japan's Politico-security Role in the Asia-Pacific Region: an Insider's View (2000) by Seiichiro Otsuka
- Respect for the Elderly's Votes: Theories of Interests and the Elderly in Japanese Healthcare Policy, 1995-2000 (2000) by Paul David Talcott
- Management of Internet Domain Names (2000) by Hidekazu Tanaka
- Rediscovering Women in Tokugawa Japan (2000) by Yutaka Yabuta
- From Feudal Fishing Villagers to an Archipelago's Peoples: the Historiographical Journey of Amino Yoshihiko (2005) by William Johnston

## Source
- Deptula, Nancy Monteith and Michael M. Hess. (1996) The Edwin O. Reischauer Institute of Japanese Studies: a Twenty-year Chronicle. Cambridge: Harvard University Press. OCLC 041181357

## Autre lecture
- RIJS. (2001) Edwin O. Reischauer Institute of Japanese Studies, Harvard University, 2000-2001 Annual Report. OCLC 061741419